# 安倍道治
安倍 道治（あべ みちはる）は、日本の厚生官僚、実業家。勲等は瑞宝小綬章。一般社団法人静薬学友会会長（第9代）。
厚生省医薬安全局安全対策課課長、厚生労働省医薬局審査管理課課長、財団法人日本公定書協会常務、中外製薬株式会社常務などを歴任した。

## 概要
厚生省では薬務局で経済課や企画課の課長補佐を歴任したのち、医薬安全局安全対策課の課長に就任した。厚生労働省でも医薬局審査管理課の課長を務めた。退官後は日本公定書協会の理事などを経て、中外製薬の執行役員などを務めた。

## 来歴

### 生い立ち
静岡県により設置・運営される静岡薬科大学に進学し、薬学部にて学んだ。同期には、のちに実業家となる近藤隆らがいた。在学中は衛生化学教室に在籍した。1971年（昭和46年）、静岡薬科大学を卒業した。

### 厚生官僚として
1973年（昭和48年）、厚生省に入省した。厚生省では薬務局にて経済課や企画課の課長補佐を務め、医薬安全局では安全対策課の課長を務めた。厚生省と労働省とが統合され、2001年（平成13年）1月に厚生労働省が発足したのちも、医薬局にて審査管理課の課長を務めた。2003年（平成15年）に厚生労働省を退官した。

### 実業家として
厚生労働省退官後は、財団法人である日本公定書協会にて理事となり、同協会の常務を務めた。その後、執行役員として中外製薬に移り、同社の常務と信頼性保証本部の統轄、および、本部長を兼務した。信頼性保証本部の組織変更後は、執行役員として常務と同本部の本部長を兼務している。その後、横倉輝男の後任として、2020年（令和2年）に一般社団法人である静薬学友会の会長に就任した。任意団体時代も含めて通算すると、9人目の会長となる。また、県と同名の公立大学法人により設置・運営される静岡県立大学においては、薬学部の客員教授を兼任している。2021年（令和3年）11月3日、これまでの功績により瑞宝小綬章が授与された。

## 人物
2007年（平成19年）、参議院厚生労働委員会での審議において、小池晃と柳澤伯夫との質疑応答の際に、安倍の経歴が話題に上ったことがある。

## 略歴
- 1971年 - 静岡薬科大学薬学部卒業[1]。
- 1973年 - 厚生省入省。
- 2003年 - 厚生労働省退官。
- 2020年 - 静薬学友会会長[1]。

## 栄典
- 2021年 - 瑞宝小綬章[3]。

### 註釈
1. ↑  静岡薬科大学は、静岡女子大学、静岡女子短期大学と統合され、1987年に静岡県立大学が設置された。
2. ↑  財団法人日本公定書協会は、2011年に一般財団法人医薬品医療機器レギュラトリーサイエンス財団に改組された。